# Kriegsdienstverweigerungsgesetz
Das Kriegsdienstverweigerungsgesetz regelt die Kriegsdienstverweigerung in Deutschland und konkretisiert das Grundrecht auf Kriegsdienstverweigerung aus Gewissensgründen im Sinne des Art. 4 Abs. 3 Satz 1 Grundgesetz (GG).
Wehrpflichtige, die als Kriegsdienstverweigerer anerkannt worden sind, haben im Spannungs- oder Verteidigungsfall statt des Wehrdienstes Zivildienst außerhalb der Bundeswehr als Ersatzdienst nach Art. 12a Abs. 2 GG zu leisten (bis 30. Juni 2011 galt dies auch ohne Spannungs- oder Verteidigungsfall).
Über die Berechtigung, den Kriegsdienst mit der Waffe zu verweigern, entscheidet das Bundesamt für Familie und zivilgesellschaftliche Aufgaben (BAFzA) auf Antrag (§ 2 Abs. 1 KDVG).
Ein Antragsteller wird als Kriegsdienstverweigerer anerkannt, wenn die dargelegten Beweggründe das Recht auf Kriegsdienstverweigerung begründen und keine Zweifel an der Wahrheit bestehen (§ 5 KDVG). Bei Zweifeln besteht zunächst die Möglichkeit der schriftlichen Anhörung, bei weiteren Zweifeln der mündlichen Anhörung (§ 6 KDVG).
Der Antrag wird abgelehnt, wenn der Antrag unvollständig ist, die Beweggründe das Recht auf Kriegsdienstverweigerung nicht begründen oder nicht ausräumbare Zweifel an der Wahrheit bestehen (§ 7 Abs. 1 KDVG). Gegen die Ablehnung steht dem Antragsteller das Widerspruchsverfahren (§ 9 KDVG) und das verwaltungsgerichtliche Verfahren (§ 10 KDVG) offen.
Ab Antragstellung ist eine Einberufung zum Wehrdienst erst zulässig, wenn der Antrag unanfechtbar abgelehnt oder zurückgenommen worden ist (§ 3 Abs. 2 Satz 1 KDVG). Dies gilt nicht im Spannungs- oder Verteidigungsfall (§ 11 Abs. 1 Nr. 1 KDVG).